# 高雄市燕巢區橫山國民小學
高雄市燕巢區橫山國民小學，是位於高雄市燕巢區橫山里橫山路的一所小學。

## 沿革
1922年（日大正11年）創校，校名為援巢公學校面前埔分教場。1939年（昭和14年）獨立設校，定名為橫山公學校。1945年（民國34年）中華民國接管臺灣，改制為橫山國民學校。
1951年（民國40年）設立鳳雄分班。1955年（民國44年）鳳雄分班獨立設校。1968年（民國57年）實施九年國民教育，改制為橫山國民小學。1991年（民國80年）附設幼稚園，1993年（民國82年）設立啟智班。
2010年（民國99年）12月25日縣市合併，改制為高雄市燕巢區橫山國民小學。

## 外部連結
- 高雄市燕巢區橫山國民小學校網 （页面存档备份，存于）